# Молчанов, Викторин Михайлович
Виктори́н Миха́йлович Молча́нов (23 января [4 февраля] 1886, Чистополь — 10 января 1975, Сан-Франциско) — генерал-майор Русской армии, участник Первой мировой и Гражданской войн. Видный деятель Белого движения в Сибири и на Дальнем Востоке.

## Образование и начало службы
Родился в г. Чистополе Казанской губернии. Сын начальника почтово-телеграфной станции. Окончил Елабужское реальное училище, с 1903 учился в Московском пехотном юнкерском училище, которое в 1906 было переименовано в Алексеевское военное училище (в связи с тем, что его шефом стал цесаревич Алексей Николаевич). В апреле 1906 произведён в прапорщики и направлен во 2-й Кавказский саперный батальон. В 1908 переведён на Дальний Восток, во 2-й Восточно-Сибирский сапёрный батальон. В 1910 переведён в 6-й Сибирский сапёрный батальон в чине штабс-капитана.

## Участие в Первой мировой войне
Участник Первой мировой войны, командовал ротой в 7-м Сибирском сапёрном батальоне, затем был командиром 3-й отдельной инженерной роты 3-й Сибирской стрелковой дивизии, капитан. Участвовал в боях на реке Бзура, где в июне 1915 немцы произвели газовую атаку, повлекшую гибель около 10 тысяч русских военнослужащих. В этом бою погибли три взвода из роты штабс-капитана Молчанова. Сам он, находясь с 4-м взводом своей роты, получив доклад о начале газовой атаки, приказал подчинённым немедленно намочить тряпки и дышать только через них, при этом заняв позиции вместо отравленных газами солдат. Попытка немцев захватить позиции русских войск после газовой атаки окончились неудачей. Встретив плотный пулемётно-ружейный огонь сапёров, противник был вынужден отступить. Однако сам штабс-капитан Молчанов, отдавая команды и управляя стрельбой из пулемёта, получил отравление. Был эвакуирован в тыл и после недолгого лечения вернулся в свою роту. Награждён Орденом Святого Георгия 4-й степени.
В 1917 в чине подполковника служил инженером корпуса на Рижском фронте. 20 февраля 1918, находясь в штабе корпуса на станции Вольмар, неожиданно был атакован группой немецких солдат. Занял оборону вместе с несколькими сапёрами, но был ранен в обе ноги осколками гранаты и стёкол и попал в плен. В апреле 1918 из плена бежал.

## Глава восстания в Елабужском уезде
Вернулся в Елабугу. Возглавил крестьянский отряд самообороны, успешно действовавший против большевистских продотрядов. Центр движения под руководством Молчанова находился в селе Алнаши, местное население передало подполковнику всю военную и гражданскую власть в волости. Позднее В. М. Молчанов вспоминал, что во всей волости нашлось всего лишь шесть винтовок, несколько шашек, два револьвера и одна пулеметная обойма. В то же время людей «явилось сотни, и я выбрал из них дружину полностью. Назначил командиров рот и эскадронов. Эскадрон пополнили исключительно татары — рослые, красивые молодцы на великолепных конях. Приказал остальным вооружиться дробовиками, сноповыми вилами». Восстание распространилось и на соседние волости, всего в состав отряда входили около 9,5 тысяч человек.

## В армии А. В. Колчака
К сентябрю 1918 отряд подполковника Молчанова, присоединившийся к Народной армии Комитета членов Учредительного собрания, сократился в численности, но всё равно насчитывал около 4,5 тысяч человек. После отступления за Уфу (в связи с общим наступлением Красной армии), отряд был переформирован в 32-й Прикамский стрелковый полк, входивший в подчинение командующего 2-м Уфимским корпусом С. Н. Люпова. В конце 1918 Молчанов был произведён в полковники Русской армии, а в январе 1919 назначен командиром Ижевской отдельной стрелковой бригады в составе 2-го Уфимского армейского корпуса Западной армии. Бригада была сформирована на основе частей Ижевской народной армии и Воткинской народной армии, созданных в 1918 Ижевскими и Воткинскими рабочими, восставшими против большевиков.
Успешно действовал во время весеннего наступления Русской армии, за что был произведён в генерал-майоры. Участвовал в неудачной для белых Челябинской операции, смог сохранить боеспособность своих войск. За успешные бои на Тоболе в сентябре 1919 был награждён орденом Св. Георгия 4-й степени (11.09.1919). За боевые отличия Верховный правитель А. В. Колчак вручил Ижевской дивизии Георгиевское знамя, к знаменам ряда полков прикрепил Георгиевские кресты. Во время Великого Сибирского Ледяного похода командовал арьергардом 3-й армии, прикрывал отступление основных сил генерала В. О. Каппеля. Смог прорваться по льду р. Енисей к деревне Подпорожье, расположенной выше по течению на реке Кан, притоке Енисея, на 108 км ниже Красноярска, где соединился с основными силами белых, отступавших на восток. Когда после смерти Каппеля командование принял генерал С. Н. Войцеховский, Молчанов возглавил авангард белых войск.

## Служба на Дальнем Востоке
После прихода частей Русской армии в Читу стал заместителем командующего Дальневосточной армией и командиром 3-го стрелкового корпуса этой армии. Был произведён генералом Г. М. Семёновым в генерал-лейтенанты, но этого звания и погон не принял. После разгрома Дальневосточной армии вывел 3-й корпус по КВЖД на территорию Приморья, где привёл его в боевую готовность. В декабре 1920 года объединил под своим командованием войска своего 3-го корпуса, 2-го корпуса (командующий — генерал И. С. Смолин) и 1-го Сводного казачьего корпуса (командующий — генерал В. А. Бородин). В ходе ликвидации на Дальнем Востоке временного правительства Приморской областной земской управы в июне 1921 года стал начальником гарнизона Владивостока.
Руководил войсками Приамурского Временного правительства, получившими с июля 1922 года наименование Земская рать. Начав осенью 1921 наступление, нанёс ряд значительных поражений НРА ДВР, занял почти всё Приморье, а в декабре 1921 — Хабаровск, затем перешёл к обороне. Потерпел поражение 12 февраля 1922 года под Волочаевкой от войск НРА ДВР и отступил в Приморье. В августе 1922 новый правитель Приморья генерал М. К. Дитерихс назначил Молчанова командующим Поволжской группой войск. В августе-сентябре 1922 года участвовал в неудачных для белых боях под Спасском.

## Эмигрант
Эвакуировался из залива Посьета на кораблях контр-адмирала Старка вместе с Дитерихсом и его штабом в Маньчжурию, затем в Японию. В 1923 с семьёй отправился в США. В 1928—1967 работал комендантом в здании «Саттер и Монтгомери» в Сан-Франциско, затем вышел на пенсию. Оставил устные воспоминания, записанные на магнитофонную плёнку в 1970 году в Сан-Франциско сотрудником Калифорнийского университета в Беркли Б. Раймондом. На момент смерти оставался последним живым генералом Белого движения.

## Семья
Первая жена — Наталья Константиновна (Скордули) (1892—1931).
Вторая жена — Лидия (24.3.1899 — 20.9.1996).

## Награды
- Орден Святого Станислава 3-й степени (ВП 25.12.1913)
- Орден Святой Анны 3-й степени с мечами и бантом (ВП 25.06.1915)
- Орден Святой Анны 4-й степени с надписью «За храбрость» (ВП 14.10.1915)
- Орден Святого Владимира 4-й степени с мечами и бантом (ВП 4.11.1915)
- Орден Святого Станислава 2-й степени с мечами (ВП 2.11.1916)
- Орден Святой Анны 2-й степени с мечами (ПАФ 29.05.1917)
- Орден Святого Георгия 4-й степени (Приказ ВП и ВГК 11.09.1919)
- Знак отличия Военного ордена «За Великий Сибирский поход» (Приказ ВГК 11.02.1920)

## Сочинения
- The Last White General / Interview conducted by Boris Raymond-Romanoff. Berkely (USA), 1972.
- Борьба на востоке России и в Сибири // Первопоходник (Лос-Анджелес). 1974. № 17-20. (Переиздание в альманахе: Белая гвардия. — М., 1997—1999. № 1-3).
- Последний белый генерал. Устные воспоминания, статьи, письма, документы. — М.: Айрис-Пресс, 2009. — ISBN 978-5-8112-3637-4.